# Organopoda himalaica
Organopoda himalaica là một loài bướm đêm trong họ Geometridae.